# Zygaena occitanica

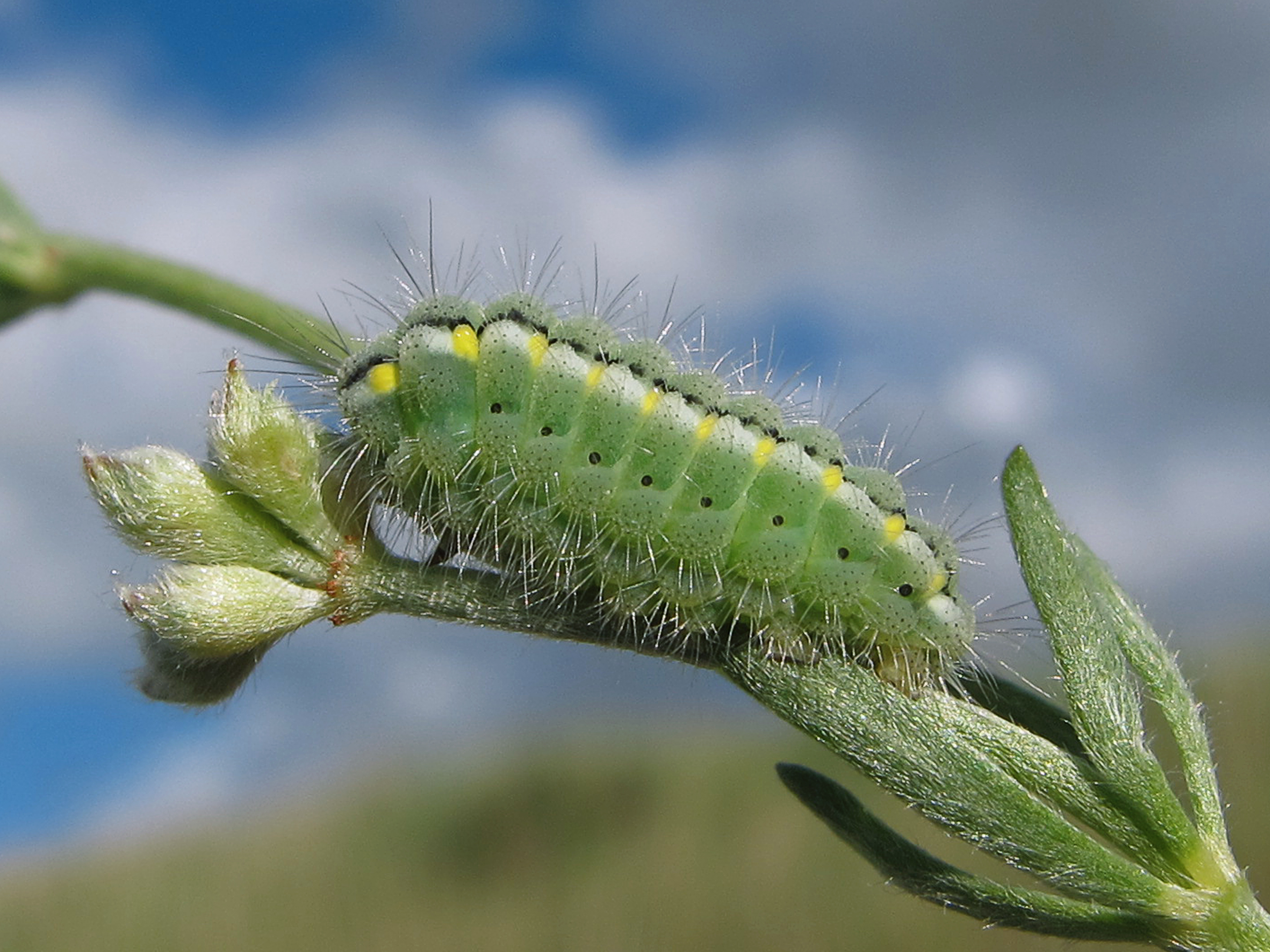
Raupe

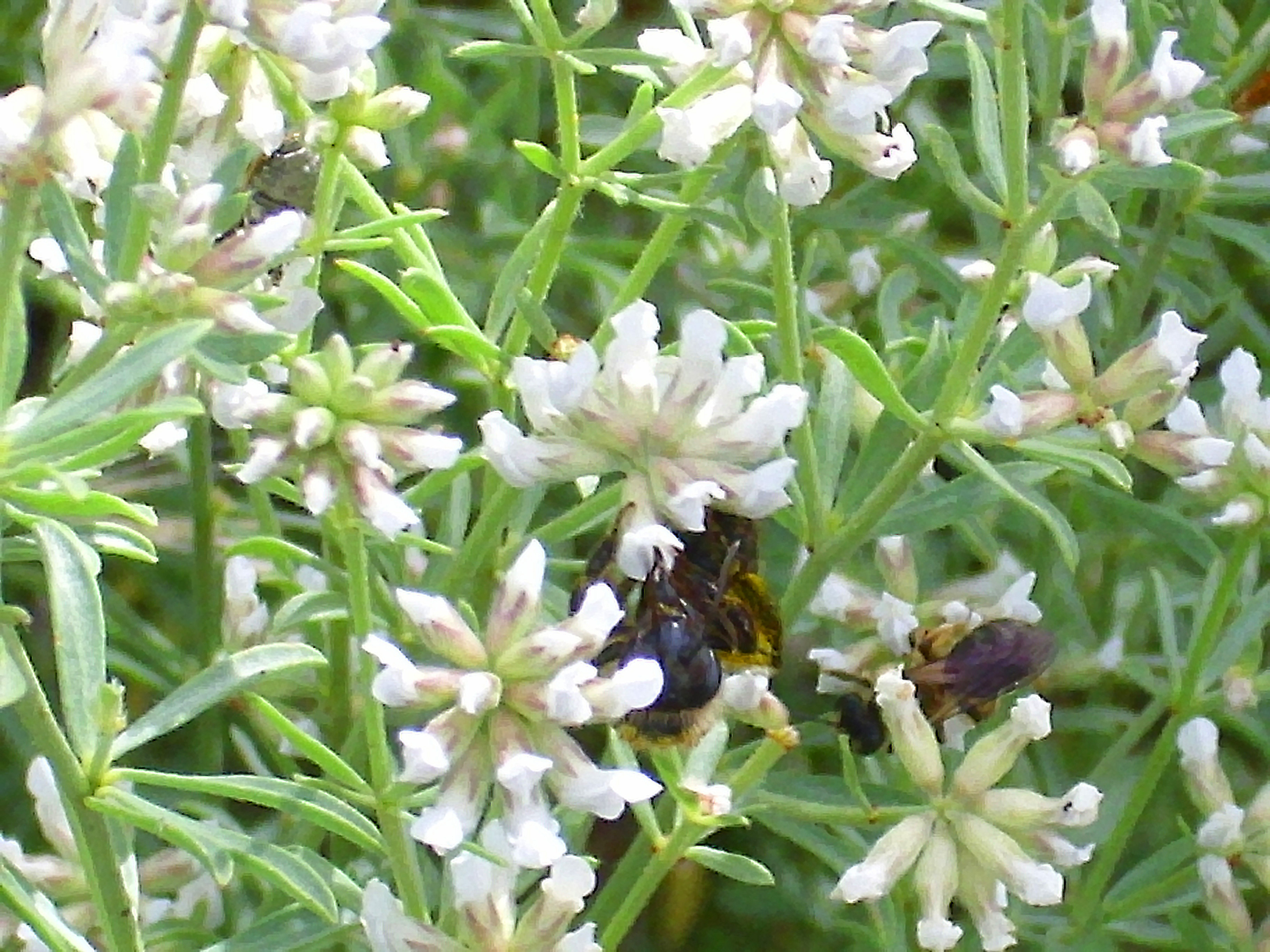
Dorycnium pentaphyllum, die Hauptnahrungspflanze der Raupen

Zygaena occitanica ist ein Schmetterling (Nachtfalter) aus der Familie der Widderchen (Zygaenidae). Die Art wurde nach einem Vorkommensgebiet im westlichen Südfrankreich als „die aus Occitanien“ benannt.

## Merkmale

### Falter
Die Flügelspannweite der Falter beträgt 26 bis 35 Millimeter. Ihre Vorderflügeloberseite ist schwarz und mit roten, deutlich weiß umrandeten Flecken versehen. Arttypisch ist der rein weiße halbmondförmige Fleck in der Submarginalregion. Bei einigen, an eng begrenzten Biotopen vorkommenden Exemplaren erscheinen auch Exemplare mit ausgedehnter schwarzer, weißer oder roter Zeichnung. Die Hinterflügeloberseite ist zeichnungslos kräftig rot gefärbt, der Saum schwarz. Die Fühler sind am Ende keulenförmig verdickt. Der Hinterleib ist hinter dem Thorax schwarz, an den Endsegmenten rot.

### Raupe
Ausgewachsene Raupen von Zygaena occitanica haben eine grüne Grundfärbung und sind leicht stachelig behaart. Neben den schwarzen Nebenrückenlinien heben sich gelbe Flecke ab. Die Stigmen haben eine schwarze Farbe.

### Ähnliche Arten
- Das Esparsetten-Widderchen (Zygaena carniolica) ähnelt Zygaena occitanica wegen der ebenfalls weißen Umrandung der roten Flecke auf der Vorderflügeloberseite, unterscheidet sich jedoch dadurch, dass der halbmondförmige Fleck in der Submarginalregion nicht weiß, sondern rot ist.
- Beim Bergkronwicken-Widderchen (Zygaena fausta) ist die Umrandung der roten Flecke auf der Vorderflügeloberseite hell gelblich und der halbmondförmige Fleck in der Submarginalregion ist ebenfalls nicht weiß, sondern rot.

## Vorkommen und Lebensraum
Das Verbreitungsgebiet von Zygaena occitanica erstreckt sich von der Iberischen Halbinsel durch Südfrankreich bis in den Süden von Russland. Hauptlebensraum sind Macchie- und Garigueformationen, Berghänge sowie lichte Wälder. Folgende Unterarten sind bekannt:
- Zygaena occitanica eulalia
- Zygaena occitanica praematura
- Zygaena occitanica tourrettica
- Zygaena occitanica azurensis
- Zygaena occitanica valenciaca
- Zygaena occitanica albarracinensis

## Lebensweise
Die tagaktiven Falter fliegen zwischen Juni und August. Zur Nektaraufnahme besuchen sie gerne verschiedene Blüten. Hauptnahrungspflanze der Raupen sind die Blüten und Blätter der Backenkleeart Dorycnium pentaphyllum. Sie wurden außerdem an Hornkleearten (Lotus) gefunden.